# Gaeiras
Gaeiras é uma vila portuguesa sede da Freguesia de Gaeiras do Município de Óbidos, freguesia com 10,31 km² de área e 2363 habitantes (censo de 2021), tendo, assim, uma densidade populacional de 229,2 hab./km².
A Freguesia de Gaeiras foi criada em 4 de outubro de 1985 pela Lei n.º 105/85 de 4 de Outubro, com lugares desanexados da freguesia de São Pedro.
Por sua vez, a povoação de Gaeiras foi elevada à categoria de vila em 19 de abril de 2001.
A criação da nova autarquia e elevação a Vila foram uma obra de muitos: o desígnio pensado, o trabalho realizado e a obra nascida, foram o produto de um trabalho colectivo. Nesta celebração do passado é justo que se sublinhe como protagonista desta história o povo das Gaeiras e a sua determinação.

### Cidade Romana de Eburobrittium
É de toda a pertinência concluir que o povoamento deste território reporte à ocupação do povo romano, posto à evidência com a descoberta recente dos vestígios arqueológicos da cidade romana “Eburobrittium”, uma cidade que no século I, o autor romano Plínio O Velho, descrevia como localizada algures entre Collipo (Leiria) e Ollisipo (Lisboa), estando misteriosamente escondida durante séculos e que curiosamente foi posta a descoberto a partir de 1994 pelas obras de construção da A8 e A15, situada a poucos metros da antiga Quinta das Flores (actual Quinta das Janelas).

### Sec. XV
Até ao século XV pouco se sabe da história das Gaeiras, altura em que o Infante D. Henrique, filho de D. Manuel I, a pedido do Alcaide de Óbidos, D. Dinis de Lencastre, também Comendador da Ordem de Cristo e sua mulher D. Isabel Henriques, transferiu o Convento de São Miguel do lugar de Trás do Outeiro para as Gaeiras, devido à insalubridade das águas e das pragas de mosquitos naquele local, tendo em 20 de Outubro de 1602 sido lançada a primeira pedra da nova capela. Este Convento albergava frades Arrábidos Franciscanos, os quais têm jazigo nesta capela os Condes de Óbidos, da família de D. Vasco Mascarenhas.
Conta-se também que estão neste Convento as entranhas do Infante D. Francisco, irmão de el-Rei D. João V, morrendo duma indigestão de lagosta, as suas entranhas foram depositadas numa talha vidrada de loiça das Caldas e enterradas no Claustro.

### Século XVIII
No início do século o inglês Henrique Tompsen, instala uma manufactura de curtumes na localidade das Gaeiras, aproveitando as boas condições existentes na região, quer em termos de fornecimento de casca de carvalhos, da qual se extraia o tanino, componente essencial para o processo de curtume; quer aproveitando os diversos cursos e nascentes de água existentes na localidade, que permitia as diversas fases de lavagens e apuramentos do complexo processo de curtume das peles.
Beneficiado António da Silva e Faria – 1º Mestre de Cerimónias da Patriarcal, depois de servir El-Rei D. João V, regressa à Quinta de Nossa Sra. Da Ajuda nas Gaeiras, e aí instituiu uma Casa-Pia (que viria a servir de hospital na altura das guerras peninsulares) acolhendo os mais desfavorecidos e recrutando um mestre para os meninos e uma mestra para as meninas para o ensino da leitura.
Em 1780, António Gomes da Silva Pinheiro adquire a propriedade que viria a chamar-se Quinta das Gaeiras, recuperando e ampliando uma Fábrica de Curtumes aí existente. Mais tarde, com a chegada das tropas napoleónicas, é intimado a albergar militares franceses, tanto no Hospital Real das Caldas da Rainha (no qual desempenhava as funções de médico e provedor), como no Hospital Militar das Gaeiras (Quinta das Gaeiras). O qual viria a funcionar como hospital de campanha de finais do século XVIII até meados do século XIX.

## Demografia
A população registada nos censos foi:
| Distribuição da População por Grupos Etários | Distribuição da População por Grupos Etários | Distribuição da População por Grupos Etários | Distribuição da População por Grupos Etários | Distribuição da População por Grupos Etários |
| -------------------------------------------- | -------------------------------------------- | -------------------------------------------- | -------------------------------------------- | -------------------------------------------- |
| Ano                                          | 0-14 Anos                                    | 15-24 Anos                                   | 25-64 Anos                                   | > 65 Anos                                    |
| 2001                                         | 297                                          | 249                                          | 1047                                         | 265                                          |
| 2011                                         | 371                                          | 247                                          | 1329                                         | 384                                          |
| 2021                                         | 346                                          | 213                                          | 1251                                         | 553                                          |

## Património
- Eburobrittium
- Quinta das Janelas
- Fonte dos Corações
- Capela de São Marcos
- Convento de São Miguel
- Casa das Gaeiras
- Capela de Nossa Senhora da Ajuda
- Igreja Paroquial de Nossa Senhora da Ajuda
- Busto em Homenagem a José António Pereira Júnior (Ex- Presidente da C.M. Óbidos)
- Fonte do Gato
- Bomba de Água
- Oficina da Semente e do Pão
- Fonte de Santo António
- Coreto
- Festa em Honra de Nossa Senhora da Ajuda
- Monumento Evocativo dos 50 anos do 25 de Abril

## Coletividades
- Associação "O Socorro" Gaeirense

- Sociedade Filarmónica e Recreativa Gaeirense

- Sociedade Cultural e Recreativa Gaeirense

- Associação de Jovens Voluntários de Gaeiras

- Grupo de Cicloturismo de Gaeiras

- Clube de Caçadores e Pescadores de Gaeiras
- Grupo de Musica Tradicional Portuguesa "Os Cavaquinhos das Gaeiras"
- Espaço Ó - Gaeiras